# Stefan de Maré
Stefan Samuel de Maré, född den 6 mars 1940 i Göteborg, är en svensk ämbetsman. Han är son till Göran de Maré.
de Maré avlade examen som civilekonom vid Handelshögskolan i Göteborg 1964. Han var aspirant i Utrikesdepartementet 1965–1967, blev departementssekreterare i Jordbruksdepartementet 1968, var lantbruksattaché i Bonn 1972 och delegat vid Europeiska gemenskaperna i Bryssel 1972–1975, blev kansliråd i Jordbruksdepartementet 1983 och departementsråd där 1985. de Maré blev överdirektör och ställföreträdande generaldirektör i Fiskeriverket 1992.